# Tugimaantee 43
De Tugimaantee 43 is een secundaire weg in Estland. De weg loopt van Aovere via Kallaste naar Kasepää en is 57,0 kilometer lang. 